# Karl-Eric Andersson
Karl-Eric Emanuel Andersson, född 14 januari 1924 i Stockholm, död 15 augusti 1993, var en svensk kyrkomusiker.
Andersson, som var son till förrådsmästare Kaleb Andersson och Maria Rosell, avlade examina vid Kungliga Musikhögskolan 1946 och 1949. Han blev organist och kantor i Allhelgonakyrkan 1949, kantor i Katarina kyrka 1954 och i Storkyrkan 1964. Han var sekreterare i Stockholms musikbildningskommitté 1954–1964, i Musikfrämjandet 1957–1964, riksförbundsdirigent i Sveriges Körförbund från 1957 och musikkonsulent i Stockholms stadskollegiums kulturdelegation från 1964. Han var sedan 1949 ledare för den om honom bildade Canto-kören. Han var inspektör i Stockholms musikbildningskommitté och samarbetsorganisationen Intim musik – samtida musik. Han tilldelades Sveriges Körförbunds förtjänsttecken i guld. Karl-Eric Andersson är begravd på Brännkyrka kyrkogård.